# Островное (Свердловская область)
Островное — посёлок в Берёзовском муниципальном округе Свердловской области России. Ранее входил в состав Монетного поссовета города Берёзовского.

## География
Посёлок расположен на старых торфяных разработках на болоте Островном болоте, вблизи реки Островной, в 27 километрах к северо-востоку от города Берёзовского.

### Часовой пояс
Островное, как и вся Свердловская область, находится в часовой зоне МСК+2. Смещение применяемого времени относительно UTC составляет +5:00.

## Население
| 2002 | 2010 |
| ---- | ---- |
| 267  | ↘229 |

Структура
По данным Всероссийской переписи населения 2002 года, национальный состав Островного следующий: русские — 84 %, татары — 8 %. По данным переписи населения 2010 года, в посёлке проживали 116 мужчин и 113 женщин.

## История
Возникновение посёлка связано с появлением в 1930-х годах (предположительно) Островного торфопредприятия и началом добычи торфа. Ранее здесь существовала узкоколейная железная дорога СППЖТ от посёлка Монетного (протяжённость дороги — около 30 километров). Железная дорога была полностью разобрана в 2003 году.

## Инфраструктура
В посёлке Островное семь улиц: Гоголя, Крылосова, Октябрьская, Первомайская, Рыбаков, Строителей и Школьная. В посёлке есть школа № 18 и детский сад № 20.